# Neolucanus doro horaguchii
Neolucanus doro horaguchii es una subespecie de coleóptero de la familia Lucanidae.

## Distribución geográfica
Habita en Taiwán (China).